# Landtagswahlkreis Wolmirstedt
Der Landtagswahlkreis Wolmirstedt (Wahlkreis 8) ist ein Landtagswahlkreis in Sachsen-Anhalt. Er umfasste zur Landtagswahl in Sachsen-Anhalt 2021 vom Landkreis Börde die Einheitsgemeinden Barleben, Hohe Börde, Niedere Börde und die Stadt Wolmirstedt sowie die Verbandsgemeinde Elbe-Heide mit den Gemeinden Angern, Burgstall, Colbitz, Loitsche-Heinrichsberg, Rogätz, Westheide und Zielitz.
Der Wahlkreis wird in der achten Legislaturperiode des Landtages von Sachsen-Anhalt von Holger Stahlknecht vertreten. Er vertritt den Wahlkreis seit der Wahl im Jahr 2002 und verteidigte das Direktmandat zuletzt bei der Landtagswahl am 6. Juni 2021 mit 40,4 % der Erststimmen.

## Wahl 2021
Im Vergleich zur Landtagswahl 2016 wurde das Wahlgebiet leicht vergrößert, nämlich um die damals zum Landtagswahlkreis Haldensleben gehörenden Ortsteile der Gemeinde Hohe Börde (Ackendorf, Bebertal, Bornstedt, Nordgermersleben, Rottmersleben und Schackensleben). Zur Wahl 2021 war somit die gesamte Gemeinde Hohe Börde Teil des Landtagswahlkreises Wolmirstedt. Name und Nummer des Wahlkreises wurden nicht geändert.
Es traten zehn Direktkandidaten an. Von den Direktkandidaten der vorhergehenden Wahl traten Holger Stahlknecht und Felix Zietmann erneut an. Kristin Heiß war 2016 über die Landesliste der Partei Die Linke in den Landtag eingezogen. Holger Stahlknecht verteidigte das Direktmandat mit 40,4 % der Erststimmen. Felix Zietmann zog über Platz 14 der Landesliste der AfD und Katrin Gensecke über Platz 7 der Landesliste der SPD ebenfalls in den Landtag ein.
|                      |                      | Erst- stimmen | Erst- stimmen | Zweit- stimmen | Zweit- stimmen |
| Bewerber             | Partei               | Anzahl        | %             | Anzahl         | %              |
| -------------------- | -------------------- | ------------- | ------------- | -------------- | -------------- |
| Wahlberechtigte      | Wahlberechtigte      | 49.338        | 100,0         | 49.338         | 100,0          |
| Wähler               | Wähler               | 32.800        | 66,5          | 32.800         | 66,5           |
| Ungültige Stimmen    | Ungültige Stimmen    | 461           | 1,4           | 424            | 1,3            |
| Gültige Stimmen      | Gültige Stimmen      | 32.339        | 98,6          | 32.376         | 98,7           |
| davon                |                      |               |               |                |                |
| Holger Stahlknecht   | CDU                  | 13.062        | 40,4          | 11.848         | 36,6           |
| Felix Zietmann       | AfD                  | 6.674         | 20,6          | 7.229          | 22,3           |
| Kristin Heiß         | DIE LINKE            | 3.572         | 11,0          | 3.396          | 10,5           |
| Katrin Gensecke      | SPD                  | 2.663         | 8,2           | 2.482          | 7,7            |
| Janett Altrichter    | GRÜNE                | 1.261         | 3,9           | 1.434          | 4,4            |
| Jürgen Fritzenkötter | FDP                  | 1.886         | 5,8           | 2.372          | 7,3            |
| René Stürmer         | FREIE WÄHLER         | 1.736         | 5,4           | 1.127          | 3,5            |
| –                    | NPD                  | –             | –             | 85             | 0,3            |
| –                    | Tierschutzpartei     | –             | –             | 452            | 1,4            |
| Marcel Nakoinz       | Tierschutzallianz    | –             | –             | 313            | 1,0            |
| –                    | LKR                  | –             | –             | 16             | 0,0            |
| –                    | Die PARTEI           | –             | –             | 206            | 0,6            |
| –                    | Gartenpartei         | –             | –             | 322            | 1,0            |
| –                    | FBM                  | –             | –             | 18             | 0,1            |
| –                    | TIERSCHUTZ hier!     | –             | –             | 157            | 0,5            |
| Ronny Schneider      | dieBasis             | 574           | 1,8           | 544            | 1,7            |
| –                    | Klimaliste ST        | –             | –             | 12             | 0,0            |
| –                    | ÖDP                  | –             | –             | 30             | 0,1            |
| –                    | Die Humanisten       | –             | –             | 50             | 0,2            |
| –                    | Gesundheitsforschung | –             | –             | 128            | 0,4            |
| –                    | PIRATEN              | –             | –             | 117            | 0,4            |
| –                    | WiR2020              | –             | –             | 38             | 0,1            |
| Frank Tuchen         | Einzelbewerber       | 169           | 0,5           | –              | –              |

## Wahl 2016
Bei der Landtagswahl in Sachsen-Anhalt 2016 waren 45844 Einwohner wahlberechtigt; die Wahlbeteiligung lag bei 66,3 %. Holger Stahlknecht gewann mit 37,6 % das Direktmandat für die CDU.
| Bewerber           | Partei            | Erststimmen in % | Zweitstimmen in % |
| ------------------ | ----------------- | ---------------- | ----------------- |
| Holger Stahlknecht | CDU               | 37,6             | 33,9              |
| Felix Zietmann     | AfD               | 24,9             | 23,7              |
| Volker Lüderitz    | LINKE             | 15,5             | 14,7              |
| Jochen Dettmer     | SPD               | 9,2              | 9,2               |
| Martin Wischeropp  | Freie Wähler      | 5,0              | 3,0               |
| Ronny Pfaff        | FDP               | 4,2              | 4,7               |
| Helmut Harpke      | GRÜNE             | 3,6              | 4,2               |
| —                  | Tierschutzpartei  | —                | 1,7               |
| —                  | NPD               | —                | 1,7               |
| —                  | Tierschutzallianz | —                | 1,0               |
| —                  | ALFA              | —                | 0,9               |
| —                  | MG                | —                | 0,5               |
| —                  | Die PARTEI        | —                | 0,5               |
| —                  | DIE RECHTE        | —                | 0,2               |
| —                  | FBM               | —                | 0,2               |

## Wahl 2011
Bei der Landtagswahl in Sachsen-Anhalt 2011 waren 47256 Einwohner wahlberechtigt; die Wahlbeteiligung lag bei 55,3 %. Holger Stahlknecht gewann das Direktmandat für die CDU.
| Bewerber           | Partei           | Erststimmen in % | Zweitstimmen in % |
| ------------------ | ---------------- | ---------------- | ----------------- |
| Holger Stahlknecht | CDU              | 42,4             | 37,9              |
| Sebastian Filipp   | LINKE            | 19,9             | 20,4              |
| Hans-Eike Weitz    | SPD              | 18,1             | 19,9              |
| Thomas Schlenker   | GRÜNE            | 5,8              | 6,3               |
| Christian Heimann  | Freie Wähler     | 5,2              | 3,0               |
| Ralf Neuzerling    | FDP              | 3,9              | 4,6               |
| Brian Mai          | NPD              | 3,6              | 4,2               |
| Harald Hinke       | —                | 0,8              | —                 |
| —                  | Tierschutzpartei | —                | 1,5               |
| —                  | PIRATEN          | —                | 1,2               |
| —                  | SPV              | —                | 0,4               |
| —                  | KPD              | —                | 0,3               |
| —                  | MLPD             | —                | 0,2               |
| —                  | ödp              | —                | 0,1               |

## Wahl 2006
Bei der Landtagswahl in Sachsen-Anhalt 2006 traten folgende Kandidaten an:
| Name                             | Partei | Anteil der Erststimmen |
| -------------------------------- | ------ | ---------------------- |
| Holger Stahlknecht               | CDU    | 44,5 %                 |
| Guido Henke                      | LINKE  | 21,1 %                 |
| Klaus-Rüdiger Pfeiffer           | SPD    | 20,2 %                 |
| Andrea Remus                     | FDP    | 6,2 %                  |
| Thomas Schlenker                 | GRÜNE  | 3,5 %                  |
| Werner Herncir                   | FDP    | 1,6 %                  |
| Wolfgang Schmid                  | BBW    | 3,0 %                  |
| Wahlberechtigte: 48825 Einwohner |        |                        |
| Wahlbeteiligung: 47,3 %          |        |                        |